# ستيفن جورينو
ستيفن جورينو (بالإنجليزية: Stephen Guarino)‏ هو ممثل أمريكي، ولد في 14 نوفمبر 1975 بديلاند في الولايات المتحدة.

## وصلات خارجية
- ستيفن جورينو على موقع IMDb (الإنجليزية)
- ستيفن جورينو على موقع ألو سيني (الفرنسية)
- ستيفن جورينو على موقع أول موفي (الإنجليزية)
- ستيفن جورينو على موقع قاعدة بيانات الأفلام السويدية (السويدية)
- ستيفن جورينو على موقع قاعدة بيانات الفيلم (الإنجليزية)
- ستيفن جورينو على موقع كينوبويسك (الروسية)